# 1028.
◄ | 10. stoljeće | 11. stoljeće | 12. stoljeće | ►
◄ | 990-ih | 1000-ih | 1010-ih | 1020-ih | 1030-ih | 1040-ih | 1050-ih | ►
◄◄ | ◄ | 1025. | 1026. | 1027. | 1028. | 1029. | 1030. | 1031. | ► | ►►
Arhitektura • Astronomija • Knjige • Književnost • Kršćanstvo • Pravo • Promet • Znanost

## Događaji
- Danski kralj Knut Veliki osvojio sjevernu Norvešku

## Vanjske poveznice
|  | Zajednički poslužitelj ima još gradiva o temi 1028. |